# Noah Vandenbranden
Noah Vandenbranden, né le 29 juillet 2002 à Meise, est un coureur cycliste belge. Il court sur piste et sur route.

## Biographie
En 2018, sur piste, Noah Vandenbranden devient champion de Belgique du kilomètre et de vitesse chez les juniors (moins de 19 ans). Fin 2019, il écrase la concurrence et s'adjuge huit titres sur ces mêmes championnats. En 2020, aux championnats d'Europe sur piste juniors, il devient champion d'Europe du kilomètre et prend la deuxième place sur le scratch.
Lors de la saison 2022, il rejoint l'équipe belge Lotto-Soudal Development et devient vice-champion d'Europe de poursuite par équipes espoirs (moins de 23 ans) avec Tuur Dens, Thibaut Bernard et Gianluca Pollefliet. En 2023, il passe professionnel au sein de l'équipe Flanders-Baloise. Il décroche quatre nouvelles médailles sur piste aux championnats d'Europe espoirs : l'or en poursuite et sur la course aux points, l'argent sur la course à l'américaine, ainsi que le bronze en poursuite par équipes.
En début d'année 2024, il termine deuxième de la poursuite par équipes de la manche de Coupe des Nations à Milton, au Canada. En juillet, il obtient quatre médailles supplémentaires aux championnats d'Europe espoirs : l'or en poursuite et sur l'omnium, l'argent sur la poursuite par équipes, ainsi que le bronze sur la course à l'américaine. Le mois suivant, il participe aux Jeux olympiques de Paris, où le quatuor belge termine huitième de la poursuite par équipes. En septembre, de retour sur route, il est médaillé de bronze du championnat d'Europe du contre-la-montre par équipes en relais mixte à domicile.

## Palmarès sur piste

### Jeux olympiques
- Paris 2024
  - 8e de la poursuite par équipes

### Championnats du monde
| Édition / Épreuve              | Poursuite par équipes |
| Roubaix 2021                   | 10e                   |
| Saint-Quentin-en-Yvelines 2022 | 8e                    |
| Glasgow 2023                   | 9e                    |

### Coupe des nations
- 2024
  - 2e de la poursuite par équipes à Milton
- 2025
  - 3e de la course à l'américaine à Konya

### Championnats d'Europe
| Édition / Épreuve                 | Kilomètre | Poursuite individuelle | Poursuite par équipes | Course aux points | Américaine | Scratch | Omnium |
| Fiorenzuola d'Arda 2020 (juniors) | Or        |                        |                       |                   |            | Argent  |        |
| Apeldoorn 2021 (espoirs)          | 5e        | 8e                     | 8e                    |                   |            |         |        |
| Granges 2021                      |           | 13e                    | 7e                    |                   |            |         |        |
| Anadia 2022 (espoirs)             |           | 4e                     | Argent                |                   | 4e         |         |        |
| Granges 2023                      |           | 5e                     | 8e                    |                   |            |         |        |
| Anadia 2023 (espoirs)             |           | Or                     | Bronze                | Or                | Argent     |         |        |
| Apeldoorn 2024                    |           | 14e                    | 6e                    |                   |            |         |        |
| Cottbus 2024 (espoirs)            |           | Or                     | Argent                |                   | Bronze     |         | Or     |

### Championnats nationaux
- 2018
  -  Champion de Belgique du kilomètre juniors
  -  Champion de Belgique de vitesse juniors
- 2019
  -  Champion de Belgique du 200 mètres juniors
  -  Champion de Belgique du kilomètre juniors
  -  Champion de Belgique du keirin juniors
  -  Champion de Belgique de vitesse juniors
  -  Champion de Belgique de poursuite juniors
  -  Champion de Belgique de l'américaine juniors
  -  Champion de Belgique du scratch juniors
  -  Champion de Belgique de l'omnium juniors
- 2023
  -  Champion de Belgique de poursuite
  - 2e de l'américaine
- 2024
  -  Champion de Belgique de l'américaine
  -  Champion de Belgique de l'omnium
- 2025
  -  Champion de Belgique du kilomètre
  -  Champion de Belgique de poursuite

## Palmarès sur route

### Par année
- 2021
  - 3e du championnat de Belgique du contre-la-montre juniors
- 2024
  -  Médaillé de bronze du championnat d'Europe du contre-la-montre par équipes en relais mixte

### Classements mondiaux
| Année                                 | 2024  |
| ------------------------------------- | ----- |
| Classement mondial                    | 1324e |
|                                       |       |
| Légende : nc = non classéSource : UCI |       |